# Königreich Asturien

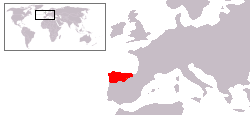
Ausdehnung des Königreichs auf dem Höhepunkt seiner Macht, spätes 9./frühes 10. Jahrhundert

Das Königreich Asturien (lateinisch Asturorum regnum) war das erste christliche Reich westgotisch-romanischer Prägung, der nach der muslimischen Eroberung der Iberischen Halbinsel (711–719) von einheimischen Rebellen geschaffen wurde. Es entstand aus dem zunächst winzigen Machtbereich des erfolgreich gegen die Muslime kämpfenden westgotischen Adligen Pelayo (* um 685; † 737, lateinisch Pelagius). Alfons I. (* 693, ♛ 739, † 750) schuf die territoriale Grundlage für das Überleben und die weitere Expansion des Reiches. Den Höhepunkt seiner Macht erlangte das Königreich unter Alfons III. (* 848, ♛ 866–910, † 910). Er verlegte die Hauptstadt von Oviedo nach León und stellte damit die Weichen für die Entstehung des Königreichs León. Nach seiner Entmachtung im Jahr 910 wurde das asturische Königreich in drei Teilreiche (León, Galicien und Asturien) aufgeteilt. Nach der Wiedervereinigung im Jahr 924 bestand es unter der Bezeichnung Königreich León fort.

## Geschichte
Nach der Schlacht am Río Guadalete (711) unterwarfen die Mauren innerhalb weniger Jahre die gesamte Iberische Halbinsel und vernichteten das Westgotenreich. Wie andere gotische Adlige arrangierte sich Pelayo mit den neuen Herrschern, doch ein privater Streit mit Munuza, dem muslimischen Gouverneur Asturiens, der in Gijón residierte, führte zur Rebellion. Pelayo begann in den Bergen den christlichen Widerstand zu organisieren, und im Jahr 718 wählten ihn seine Anhänger zum Fürsten oder König. Dieses Jahr gilt als Gründungsjahr des Reiches Asturien. 722 (manche Forscher meinen 718) besiegte Pelayo in der Schlacht von Covadonga ein muslimisches Heer. Dieses Ereignis wird in späteren Jahrhunderten als Beginn der Reconquista, der (Wieder)eroberung der Iberischen Halbinsel durch christliche Herrscher angesehen. In Wirklichkeit handelte es sich wohl nur um einen einzelnen, isolierten Konflikt, ohne dass die Perspektive bestand, die Muslime ganz von der Iberischen Halbinsel zu vertreiben, wie es nach 1492 geschah. Unter Pelayos Nachfolgern dehnte sich das Reich aus.
Mitte des 8. Jahrhunderts gelang es König Alfons I. von Asturien (s. o., * 693, ♛ 739, † 750), den Mauren ausgedehnte Gebiete mit einer Reihe wichtiger Städte zu entreißen. Dabei kamen ihm Dürreperioden, Aufstände der Bevölkerung und die Niederlage der Mauren gegen die germanischern Franken in der Schlacht bei Tours und Poitiers (732) zugute. Da er sich außerstande sah, alle eroberten Gebiete dauerhaft militärisch zu sichern, verwüstete er eine breite Grenzzone zum südlich gelegenen muslimischen Herrschaftsbereich und tötete alle Muslime, die er dort vorfand. So schuf er zwischen seinen und den muslimischen Territorien einen strategischen Puffer, der Asturien schützen sollte.
Unter seinem Sohn und Nachfolger, Fruela I. (* 722, ♛ 757, † 768), wurde nach dem Sieg in der Schlacht bei Pontuvio (757 oder 758) Galicien unterworfen; in der Nähe des Ortes wurde 761 die spätere Hauptstadt, Oviedo, gegründet. Es gelang Fruela I., die Mauren durch Raubzüge bis tief in den Süden zu schwächen. Zu seiner Zeit begann die Repoblación, die christliche Wiederbesiedlung eroberter Gebiete. Unter Fruelas Nachfolgern, Aurelio, Silo und Mauregato, herrschte hingegen Frieden mit den Mauren; erst unter Alfons II. (* 761 od. 768, ♛ 791, † 842) wurde das Reich in weiteren Eroberungszügen vergrößert.
Hauptstadt des Reichs war anfänglich Cangas de Onís. König Silo (774–783) verlegte den Regierungssitz nach Pravia. Schließlich machte Alfons II. Oviedo zu seinem Herrschaftssitz.
Den Höhepunkt seiner Macht und Ausdehnung erreichte Asturien unter Alfons III. (866–910). Nach dessen Entmachtung im Jahr 910 wurde es unter seinen Söhnen geteilt, und es entstanden die Königreiche León, Galicien und Asturien, deren Wiedervereinigung im Jahr 924 zum Entstehen des nach seiner Hauptstadt benannten Königreiches León führte.

## Anknüpfen an die Tradition des Westgotenreiches
Umstritten ist in der Forschung seit Jahrzehnten die Frage, inwieweit eine Kontinuität zwischen dem untergegangenen Westgotenreich und dem von Pelayo gegründeten asturischen Königreich bestand. Ab dem 9. Jahrhundert wurde am asturischen Königshof die Idee propagiert, Asturien sei die Wiederherstellung des Westgotenreichs, das durch Gottes Zorn vernichtet, dann aber dank Gottes Gnade von Pelayo erneuert worden sei. Die asturischen Könige seien als Rechtsnachfolger der westgotischen Herrscher berechtigt, deren ehemalige Territorien zu beanspruchen. Diese asturische Reichsideologie wird als Neogotismus (oder Neogotizismus) bezeichnet. 
Ein Teil der Forscher, darunter neuerdings besonders Julia Montenegro und Arcadio del Castillo, nimmt eine tatsächliche Kontinuität an. Andere, insbesondere Abilio Barbero und Marcelo Vigil, postulieren, dass der Widerstand gegen die Muslime in Nordspanien anfangs von der dortigen einheimischen Bevölkerung ausgegangen sei, die sich der Fremdherrschaft widersetzt habe. Erst viel später habe man begonnen, sich auf das westgotische Erbe zu berufen und damit das Expansionsstreben Asturiens zu rechtfertigen.

## Herrscher Asturiens

Das Kreuz als „Zeichen des Sieges“

## Fürstentum Asturien
In beabsichtigter historischer Reminiszenz an das frühere Königreich Asturien, das von der christlichen Geschichtsschreibung als Keimzelle der Reconquista verherrlicht wurde, errichtete König Johann I. von Kastilien und León zur materiellen Versorgung des Thronfolgers 1388 das bis heute bestehende Fürstentum Asturien. Der Titel Fürst von Asturien wird seitdem vom kastilischen, später spanischen Kronprinzen getragen, der aber nie eine besondere Aufgabe in der Regierung des Fürstentums innehatte. Auch in der heutigen Autonomen Gemeinschaft „Fürstentum Asturien“ (Principado de Asturias auf Spanisch und Principáu d'Asturies auf Asturisch) nimmt der Fürst keine besondere verfassungsrechtliche Stellung ein.